# Brygida Solga
Brygida Beata Solga (ur. 7 maja 1969) – polska ekonomistka, dr hab. nauk ekonomicznych, profesor uczelni Katedry Polityki Regionalnej Wydziału Ekonomii i Zarządzania Politechniki Opolskiej, profesor nadzwyczajny Państwowego Instytutu Naukowego - Instytutu Śląskiego w Opolu, od 2019 roku Instytutu Śląskiego.

## Życiorys
10 grudnia 2001 w Instytucie Rozwoju Wsi i Rolnictwa Polskiej Akademii Nauk obroniła pracę doktorską Migracje polsko-niemieckie i ich konsekwencje społeczno-ekonomiczne na obszarach wiejskich Śląska Opolskiego, 3 marca 2016 na Uniwersytecie Ekonomicznym w Katowicach uzyskała stopień doktora habilitowanego. w 2003 r. została zatrudniona na stanowisku adiunkta w Katedrze Polityki Regionalnej na Wydziale Zarządzania i Inżynierii Produkcji  Politechniki Opolskiej. 
Od 2016 r. jest profesorem uczelni w Katedrze Polityki Regionalnej i Rynku Pracy na Wydziale Ekonomii i Zarządzania Politechniki Opolskiej i profesorem nadzwyczajnym oraz kierownikiem Pracowni Badań Społecznych Instytutu Śląskiego w Opolu.
W latach 2000-2024 r. była sekretarzem Stowarzyszenia Instytutu Śląskiego, od 2024 r. jest wiceprezesem Stowarzyszenia.. Od 2011 r. jest członkiem   Komitetu Badań nad Migracjami przy I Wydziale Nauk Humanistycznych i Społecznych Polskiej Akademii Nauk, w kadencji 2019-2022 była członkiem Prezydium tego Komitetu, a w kadencji 2023-2026 jest zastępcą przewodniczącego Komitetu Badań nad Migracjami PAN
W kadencji 2024-2027 jest członkiem Komisji Studiów nad Przyszłością Górnego Śląska PAN oraz członkiem Komitetu Nauk Demograficznych PAN. W latach 2011-2023 była członkiem Zespołu Zadaniowego ds. Obszarów Wiejskich i Krajobrazu Komitetu Przestrzennego Zagospodarowania Kraju PAN
Od 2018 r. jest członkiem Kapituły Konkursu Fundacji Ośrodek Badań nad Migracjami Uniwersytetu Warszawskiego na najlepszą pracę doktorską dotyczącą tematyki migracji międzynarodowych z i do Polski oraz polskiej diaspory, a od  2019 r. członkiem Kapituły Konkursu im. J. i J. Wawrzynków na najlepszą pracę śląskoznawczą organizowaną przez Instytut Śląski w Opolu. Od 2008 r. jest członkiem Wojewódzkiej Rady Rynku Pracy w Opolu (wcześniej Wojewódzkiej Rady Zatrudnienia).

## Dorobek naukowy
Prowadzona działalność naukowo-badawcza dotyczy głównie zjawisk demograficznych, depopulacji, migracji, starzenia się społeczeństwa, rynku pracy i rozwoju regionalnego. Przykładowe publikacje z tego obszaru:
- B. Solga [K. Heffner], The Emigration-Region Concept, Emergence Mechanism and Characteristics: A Case Study of the Opolskie Voivodeship. „Central and Eastern European Migration Review”, 2024;
- B. Solga [K. Heffner], Demographic and migration changes in the Opole Voivodeship a challenge for development policy [in:] Borderlands of nations religions and cultures in the face of civilisations changes, ed. by M. Sobczyński, K. Heffner, M. Barwiński, B. Solga,  „Region and Regionalism” 15/2024;
- B. Solga [S. Kubiciel-Lodzińska, M. Filipowicz], Wykwalifikowani uchodźcy z Ukrainy wyzwaniem dla rynku pracy, „Horyzonty Polityki”, 14/2023;
- B. Solga [S. Kubiciel-Lodzińska], The same or different? The challenges of Integrating Ukrainian Economic Migrants and Refugees in Poland, „Intereconomics”, 58/2023;
- B. Solga [B. Klemens, K. Heffner, P. Gibas],  Environmental and Energy Conditions in Sustainable Regional Development, “Energies” 15/2022;
- B. Solga [P. Gibas, K. Heffner, M. Korzeniowski,  T. Sołdra-Gwiżdż], Rynek pracy jako obszar interwencji Regionalnego Programu Operacyjnego. Wpływ wybranych działań na poprawę sytuacji mieszkańców województwa opolskiego, Opole 2021;
- B. Solga, Zatrudnienie ukraińskich pracowników w województwie opolskim i jego wpływ na rynek pracy [w:] Skala i charakter imigracji z Ukrainy w województwie opolskim. Studium społeczno-ekonomiczne, red. M. Filipowicz, B. Solga, Opole-Katowice 2021;
- B. Solga, Einfluss der Auslandsmigration auf die Entwicklung der Regionen in Polen [w:] G. Jelitto-Piechulik u.a., Grenzüberquerungen und Migrationsbewegungen. Fremdheits- und Integrationserfahrungen in der österreichischen, deutschen, schweizerischen und polnischen Literatur und Lebenswelt, LIT-Verlag, Wien 2015, s. 47-59;
- B. Solga, Miejsce i znaczenie migracji zagranicznych w rozwoju regionalnym, Politechnika Opolska, Opole 2013, ss. 404.